# Umma femina
Umma femina là một loài chuồn chuồn kim thuộc họ Calopterygidae. Đây là loài đặc hữu của Angola. Môi trường sống tự nhiên của chúng là vùng núi ẩm nhiệt đới hoặc cận nhiệt đới và sông ngòi. Chúng hiện đang bị đe dọa vì mất môi trường sống.